# ميلارد هال
ميلارد هال (بالإنجليزية: Millard Hall)‏ هو صحفي أمريكي، ولد في 12 أغسطس 1926 في ستانتون في الولايات المتحدة، وتوفي في 6 مارس 2005.